# Deodoro da Fonseca
Maršál Manuel Deodoro da Fonseca (5. srpna 1827 – 23. srpna 1892) se stal prvním prezidentem Brazílie poté, co vedl vojenský převrat, který svrhl císaře Pedra II a následně vyhlásil republiku v roce 1889. Brazilské císařství zaniklo.

## Život
Fonseca se narodil jako třetí dítě velké vojenské rodině ve Vila Madalena, Alagoas, ve městě, které do dnes nese jeho jméno Marechal Deodoro, v Severovýchodní Brazílii. Byl synem Manuela Mendese da Fonseca Galvão (1785–1859) a jeho manželky Rosa Maria Paulina de Barros Cavalcanti (1802–1873). Za období Brazilského císařství se jeho starší bratr, Severino Martins da Fonseca, stal prvním baronem státu Alagoas. Dalším významným příbuzným byl jeho vzdálený strýc a portugalský humanista Francisco de Holanda (zemřel roku 1585). Významným milníkem v jeho vojenské kariéře se stalo potlačení Praieirské revolty v Pernambucu v roce 1848, Brazilské odpovědi na selhání liberálních revolucí v Evropě Fonseca se také zúčastnil paraguayské války (1864–1870), kde dosáhl hodnosti kapitána. Roku 1884 byl povýšen na polního maršála a později na maršála. Jeho statečnost, vojenské schopnosti a styl z něj dělaly osobnost národa.

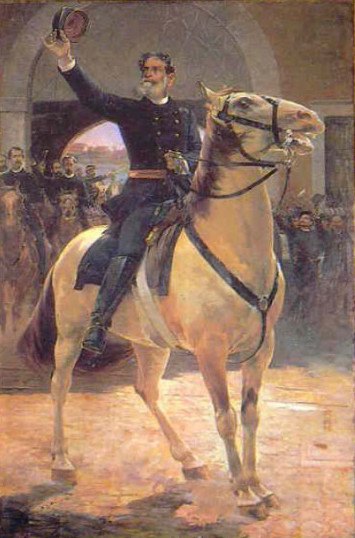
Vyhlášení republiky (1889)

Jako guvernér Rio Grande do Sul byl obklopen republikánskými intelektuály jako byli Benjamin Constant a Rui Barbosa (v São Paulu). V roce 1886 upozornil na to, že císařská vláda objednala zatčení prominentních republikánů, poté Fonseca odešel do Ria de Janeira a ujal se armády, která byla pro zrušení otroctví v Brazílii.
Pedro II. obhajoval zrušení otroctví po celá desetiletí. Již v roce 1840 propustil všechny své otroky, ale sám doufal, že otroctví bude zrušeno pomalu a postupně, aby nenarušilo ekonomiku státu. Jeho dcera, Isabela Brazilská, zrušila otroctví úplně roku 1888 během svého třetího regentství (když byl její otec v zahraničí). Rozzuření oligarchové hráli později velkou roli v převratu. Fonsecaova prestiž jej dostala až do čela vojenského hnutí, které sesadilo císaře 15. listopadu 1889, a krátce byl vedoucím prozatímní vlády, která jmenovala ústavodárný Konstituční kongres, aby navrhl novou ústavy pro Spojené státy Brazílie. Brzy se nicméně dostal do sporu s civilními republikánských vůdci. Jeho prezidentská volba 25. února 1891 byla podpořena vojenským tlakem na kongres.
Fonsecaova správa rozdělovala osobní i politické nepřátelství mezi prezidentem a viceprezidentem Florianem Peixotonem. Následně se setkal se silnou opozicí v rámci Kongresu, který začal politiku obstrukce. Během prvních měsíců svého předsednictví měli jeho ministři téměř neomezenou kontrolu nad jejich ministerstvy. Svévolné prezidentské dekrety (například: převod přístavu Torres na soukromou společnost) a katastrofální hospodářská politika vedly k zesílení odporu v kongresu. To také způsobilo, že republikáni z jihu vydali rozkazy, aby se stáhly všechny vojenské podpory pro maršála a prozatímní vlády. Situace se dostala do kritického stádia, když Fonseca rozpustil Národní kongres a vyhlásil "výjimečný stav" ke 3. listopadu 1891. Skupina poslanců stála proti tomuto rozhodnutí a našla podporu mezi vysoce postavenými důstojníky námořnictva, včetně admirála Custódia Josého de Mela. Maršál se ocitl na pokraji občanské války. Dne 23. listopadu 1891 podepsal rezignaci (na nikoho konkrétního) a předal prezidentský úřad Florianovi Peixotovi.
Deodoro da Fonseca zemřel v Riu de Janeiru 23. srpna 1892.